# Campaspero
Campaspero ist eine spanische Gemeinde in der Region Kastilien-León. Sie hat 1.004 Einwohner (Stand: 2024) bei einer Fläche von 30,2 km². Die Stadt liegt auf einer Höhe von 903 m. 

## Wappen
Beschreibung: Das Wappen ist gespalten und hinten geteilt. Vorn ein siebenfacher gold-roter Flammenschnitt: oben hinten in Blau stehen drei Bäume mit grüner Laubkrone balkenförmig; unten hinten ist fünfmal in Gold und Schwarz geteilt.
Auf  den Schild  ruht eine goldene Krone.